# شورای اسلامی شهر بندر انزلی
شورای اسلامی شهر بندرانزلی نهادی است تصمیم‌گیر و نظارتی که بر عملکرد شهرداری بندرانزلی نظارت می‌کند. این شورا ۷ نفر عضو داشته، که اعضای آن توسط مردم شهر بندر انزلی انتخاب می‌شوند.

## اعضاء دوره پنجم
در پایان پنجمین دوره انتخابات شورای اسلامی شهر بندر انزلی ۷ نفر عضو اصلی و ۵ نفر عضو علی‌البدل زیر به شورای اسلامی شهر بندرانزلی راه یافتند:
1. وکیل منفرد
2. شعبان جعفری
3. بهمن زنجانخواه
4. ابراهیم برفچالانی
5. هادی حیدری
6. مه سیما نصیری
7. یاسر کریم بخش

## اسامی اعضای علی‌البدل
1. سید ابراهیم مرتضوی
2. شهرام نواری
3. علی سفیدروح
4. محمدرضا بدیعی فر

## اعضا دوره چهارم
اعضای دوره چهارم شورای اسلامی شهر بندرانزلی بدین شرح می‌باشد:
- محمدرضا بدیعی فر
- شهرام نواری
- علی سفیدروح
- فخرالسادات خاکپور
- شعبان جعفری
- امیر احمدی فرد
- مه سیما نصیر
- سید ابراهیم مرتضوی
- بهمن زنجانخواه
- سعید آفتابی
- داریوش جلالوندی